# Diemodynerus pseudacarodynerus
Diemodynerus pseudacarodynerus är en stekelart som beskrevs av Giordani Soika 1961. Diemodynerus pseudacarodynerus ingår i släktet Diemodynerus och familjen Eumenidae. Inga underarter finns listade i Catalogue of Life.